# Una storia di fantasmi
Una storia di fantasmi (Eine Spukgeschichte) è un racconto breve di Ernst Theodor Amadeus Hoffmann inserito nella raccolta I confratelli di Serapione.

## Trama
Adelgunda, figlia minore del colonnello von T., è perseguitata da un fantasma che le appare ogni sera alle nove in punto. Ritenendola pazza, la sua famiglia si rivolge a un famoso medico che ha fama di aver già guarito molte persone malate di nervi con un metodo sorprendentemente efficace. L'esperimento avrà però delle conseguenze del tutto impreviste.

## Edizioni

### In lingua italiana
- E.T.A. Hoffmann, I Fedeli di San Serapione, introduzione di Bonaventura Tecchi, traduzione di Rosina Spaini, Gherardo Casini Editore, Roma, 1957.
- AA. VV., Fantasmi tedeschi, a cura di Gianni Pilo e Sebastiano Fusco, Newton Compton, Roma, 1994.